# Susy Leiva
Susana Teodora Ramona Leiva, coneguda com a Susy Leiva, (Mendoza, Argentina, 31 d'agost de 1933 - Baradero, província de Buenos Aires, 4 d'octubre de 1966), fou una popular cantant de tangos i actriu argentina.

## Biografia
Susy va ser, malgrat la seva joventut i curta trajectòria artística, una de les vocalistes preferides del gran compositor i director d'orquestra Mariano Mores. L'enregistrament del tango de Mores Frente al mar va ser el gran èxit de Susy que la va portar a convertir-se en la veu femenina més popular del tango a començaments de la dècada del 1960.
Va actuar a Buenos Aires en l'Alameda de l'Avinguda de Mayo i en la penya de Pancho Cárdenas, respectivament, després de ser coronada Reina del Treball sota el govern de Juan Domingo Perón, l'1 de maig de 1954. S'incorporà a l'orquestra del mestre Juan Canaro iva recórrer el Japó i gran part d'Amèrica Llatina, com per exemple Mèxic (on va conèixer al mestre Mores en una reunió a la qual va assistir convidada per Libertad Lamarque, en la seva residència) i Cuba. Amb el seu tango Remembranzas va guanyar la fama d'una qualitat vocal de soprano insuperable.
Va participar en diverses pel·lícules en la dècada del 1960: Buenas noches Buenos Aires, Don Quijote sobre ruedas, Ritmo, amor i joventut i Casa de mujeres, de poca transcendència en el mercat cinematogràfic argentí.
Durant una gira pel seu país va patir un accident d'automòbil que li va costar la vida, en la Ruta Nacional 9, a prop de la localitat de Baradero (Buenos Aires). Susy Leiva està sepultada en el Panteó de SADAIC del cementiri de la Chacarita.

## Discografia
- 1964: "Antes del adiós" - Discos London
- 1965: "La dama del tango" - Discos London
- 1975: "Tangos con la inolvidable Susy Leiva" - Record Parnaso
- 1978: "Susy Leiva" - RCA
- 1978? - "Susy Leiva - Tango con su mejor intérprete" - Musart
- "El tango y sus invitados" - Trébol
- "Sus últimas canciones"
- "Las últimas canciones de Susy Leiva", Magenta 88100
- 2000: "Grandes éxitos" - Magenta
- 2009: "Grandes Éxitos" - Magenta